# Laura Prepon
Laura Prepon, född 7 mars 1980 i Watchung i Somerset County, New Jersey, är en amerikansk skådespelerska. 
Hon är bland annat känd för sin roll som Donna Pinciotti i TV-serien That '70s Show. Hon har även synts i TV-serien October Road som sändes på amerikanska TV-kanalen ABC år 2007–2008. Hon har också lånat ut sin röst till bland annat TV-spelet Halo 2 och i ett par avsnitt av den tecknade serien King of the Hill. Prepon har även medverkat i serier som How I Met Your Mother, House, American Dad! och Men at Work. Mellan 2013 och 2019 spelade hon rollen som Alex Vause i Netflix-serien Orange Is the New Black.
Prepon blev scientolog år 1999. 2021 avslöjade hon dock att hon inte hade utövat scientologi sedan 2016 och att det inte längre var en del av hennes liv.
År 2018 gifte sig Prepon med Ben Foster. Paret har två barn tillsammans.

## Filmografi i urval
- 1998-2006 - That '70s Show
- 2001 – Southlander: Diary of a Desperate Musician
- 2002 – Slackers
- 2004 – Lightning Bug
- 2004 – Halo 2 (spel)
- 2005 – Romancing the Bride
- 2006 – Come Early Morning
- 2006 – Karla
- 2007 – The Chosen One
- 2007-2008 - October Road
- 2012 – Lay the Favorite
- 2010 – Castle (TV-serie)
- 2013–2019 – Orange Is the New Black (TV-serie)
- 2023 – That '90s Show (TV-serie)